# Căzănești, Mehedinți
Căzănești là một xã thuộc hạt Mehedinți, România. Dân số thời điểm năm 2002 là 2794 người.